# Соїн Сергій Вікторович
Сергій Соїн (рос. Серге́й Викторович Соин, нар. 31 березня 1982, Москва) — російський хокеїст, що грав на позиції центрального нападника. Грав за збірну команду Росії.

## Ігрова кар'єра
Хокейну кар'єру розпочав на батьківщині 1998 року виступами за команду «Крила Рад» (Москва), вихованець цього клубу.
2000 року був обраний на драфті НХЛ під 50-м загальним номером командою «Колорадо Аваланч».
У 2003 році перейшов до ЦСКА (Москва), 2005 уклав контракт із клубом «Сєвєрсталь» та досить швидко став одним із лідерів команди.
16 травня 2011, уклав дворічний контракт з командою «Динамо» (Москва). У складі динамівців двічі здобув Кубок Гагаріна. 
З 2016 по 2018 захищав кольори команд КХЛ «Салават Юлаєв» та «Лада».
У складі юніорської збірної Росії срібний призер чемпіонату світу. У складі молодіжної збірної Росії чемпіон світу 2002 року. Виступав за збірну Росії, на головних турнірах світового хокею провів 15 ігор в її складі.

## Тренерська кар'єра
У 2015 році відкрив хокейну школу для дітей «Крила».

## Нагороди та досягнення
- Чемпіон світу серед молодіжних команд — 2002.
- Володар Кубка Гагаріна в складі «Динамо» (Москва) — 2012, 2013.
- Чемпіон Росії  в складі «Динамо» (Москва) — 2012, 2013.

## Статистика

### Клубні виступи
| Сезон          | Клуб                 | Ліга           | Регулярний сезон | Регулярний сезон | Регулярний сезон | Регулярний сезон | Регулярний сезон | Плей-оф | Плей-оф | Плей-оф | Плей-оф | Плей-оф |
| Сезон          | Клуб                 | Ліга           | І                | Г                | П                | О                | ШХ               | І       | Г       | П       | О       | ШХ      |
| -------------- | -------------------- | -------------- | ---------------- | ---------------- | ---------------- | ---------------- | ---------------- | ------- | ------- | ------- | ------- | ------- |
| 1998–99        | «Крила Рад» (Москва) | Росія          | 20               | 1                | 2                | 3                | 6                | —       | —       | —       | —       | —       |
| 1998–99        | «Крила Рад» (Москва) | ВЛ Росії       | 14               | 0                | 2                | 2                | 6                | —       | —       | —       | —       | —       |
| 1999–00        | «Крила Рад» (Москва) | ВЛ Росії       | 32               | 8                | 8                | 16               | 28               | —       | —       | —       | —       | —       |
| 2000–01        | «Крила Рад» (Москва) | ВЛ Росії       | 19               | 6                | 3                | 9                | 8                | 11      | 2       | 2       | 4       | 2       |
| 2001–02        | «Крила Рад» (Москва) | Суперліга      | 40               | 5                | 7                | 12               | 8                | —       | —       | —       | —       | —       |
| 2002–03        | «Крила Рад» (Москва) | Суперліга      | 49               | 8                | 6                | 14               | 40               | —       | —       | —       | —       | —       |
| 2003–04        | ЦСКА (Москва)        | Суперліга      | 48               | 1                | 6                | 7                | 30               | —       | —       | —       | —       | —       |
| 2004–05        | ЦСКА (Москва)        | Суперліга      | 19               | 3                | 3                | 6                | 10               | —       | —       | —       | —       | —       |
| 2005–06        | «Сєвєрсталь»         | Суперліга      | 48               | 5                | 13               | 18               | 36               | 4       | 1       | 1       | 2       | 0       |
| 2006–07        | «Сєвєрсталь»         | Суперліга      | 51               | 12               | 12               | 24               | 53               | 5       | 2       | 2       | 4       | 0       |
| 2007–08        | «Сєвєрсталь»         | Суперліга      | 52               | 8                | 11               | 19               | 22               | 7       | 1       | 1       | 2       | 4       |
| 2008–09        | «Сєвєрсталь»         | КХЛ            | 51               | 7                | 19               | 26               | 38               | —       | —       | —       | —       | —       |
| 2009–10        | «Сєвєрсталь»         | КХЛ            | 52               | 7                | 13               | 20               | 30               | —       | —       | —       | —       | —       |
| 2010–11        | «Сєвєрсталь»         | КХЛ            | 54               | 4                | 10               | 14               | 26               | 6       | 1       | 0       | 1       | 0       |
| 2011–12        | «Динамо» (Москва)    | КХЛ            | 52               | 10               | 12               | 22               | 61               | 21      | 0       | 1       | 1       | 22      |
| 2012–13        | «Динамо» (Москва)    | КХЛ            | 35               | 5                | 4                | 9                | 10               | 21      | 4       | 7       | 11      | 26      |
| 2013–14        | «Динамо» (Москва)    | КХЛ            | 19               | 7                | 6                | 13               | 24               | 2       | 0       | 0       | 0       | 6       |
| 2014–15        | «Динамо» (Москва)    | КХЛ            | 40               | 3                | 6                | 9                | 30               | 11      | 3       | 2       | 5       | 8       |
| 2015–16        | «Салават Юлаєв»      | КХЛ            | 47               | 5                | 7                | 12               | 51               | 18      | 3       | 2       | 5       | 33      |
| 2016–17        | «Салават Юлаєв»      | КХЛ            | 7                | 0                | 0                | 0                | 0                | —       | —       | —       | —       | —       |
| 2017–18        | «Лада»               | КХЛ            | 26               | 1                | 4                | 5                | 49               | —       | —       | —       | —       | —       |
| Усього в Росії | Усього в Росії       | Усього в Росії | 329              | 43               | 60               | 103              | 232              | 16      | 4       | 4       | 8       | 4       |
| Усього в КХЛ   | Усього в КХЛ         | Усього в КХЛ   | 383              | 49               | 81               | 130              | 319              | 79      | 11      | 12      | 23      | 95      |

### Збірна
| Рік                | Команда            | Турнір             | Місце              | І  | Г | П | О | ШХ |
| ------------------ | ------------------ | ------------------ | ------------------ | -- | - | - | - | -- |
| 1999               | Росія              | ЮЧС18              | 6-е                | 7  | 1 | 2 | 3 | 4  |
| 2000               | Росія              | ЮЧС18              | 2                  | 6  | 0 | 1 | 1 | 6  |
| 2002               | Росія              | МЧС                | 1                  | 7  | 2 | 0 | 2 | 0  |
| 2003               | Росія              | ЧС                 | 5-е                | 7  | 0 | 2 | 2 | 10 |
| 2013               | Росія              | ЧС                 | 6-е                | 8  | 1 | 3 | 4 | 2  |
| Молодіжна збірна   | Молодіжна збірна   | Молодіжна збірна   | Молодіжна збірна   | 20 | 3 | 3 | 6 | 10 |
| Національна збірна | Національна збірна | Національна збірна | Національна збірна | 15 | 1 | 5 | 6 | 12 |